# 科因斯
科因斯是奥地利蒂罗尔州兰德克县的一个市镇。总面积8.23平方公里，总人口469人，人口密度57.0人/平方公里（2005年）。